# ARCH 모형
ARCH 모형(Autoregressive conditional heteroskedasticity)은 계량경제학에서 이전 시간의 오차의 실제 크기의 함수로서 현재의 오차나 이노베이션의 분산을 설명하는 시계열 데이터의 통계 모형이다. ARMA 모형을 오차 분산에서 간주할 경우 GARCH 모형(generalized autoregressive conditional heteroskedasticity)이라고 한다.
ARCH 모형은 보통 시간에 따라 변화하는 변동성과 변동성 클러스터링을 보이는 금융 시계열을 모델링하는데 이용한다.